# Immortal (album, Ann Wilson)
Immortal je druhé sólové studiové album americké zpěvačky Ann Wilson. Vydáno bylo 14. září roku 2018 společností BMG. Desku produkoval Mike Flicker, který již v minulosti spolupracoval se zpěvaččinou domovskou kapelou Heart. Coby hosté se na desce podíleli například Warren Haynes a Ben Mink. Deska obsahuje výhradně coververze, a to například od Leonarda Cohena, Davida Bowieho či Toma Pettyho.

## Seznam skladeb
1. A Different Corner
2. A Thousand Kisses Deep
3. Back to Black
4. Baker Street
5. I Am the Highway
6. I'm Afraid of Americans
7. Life in the Fast Lane
8. Luna
9. Politician
10. You Don't Own Me